# Rassemblement européen de la liberté
Le Rassemblement européen de la liberté (REL) est une éphémère plate-forme politique nationaliste française (d'orientation européiste), créée en novembre 1966 par le Mouvement nationaliste du progrès (autour de Dominique Venner dit Julien Lebel, Jean Mabire, Pierre Bousquet, Pierre Krebs, etc.) et active jusqu'en 1969. Le parti n'eut aucun candidat élu aux élections législatives de 1967. Les listes REL totalisèrent en moyenne 2,58 % des suffrages exprimés, avec des pointes à 3,8 % dans la quatrième circonscription des Bouches-du-Rhône (Marseille) et 4,4 % dans la deuxième circonscription de la Moselle (Metz). Candidate du REL pour les élections législatives du 23 juin 1968, Édith Gérard, proposera aux électeurs une profession de foi annonçant le futur ethno-différencialisme néo-droitier.
Héritier des idées d'Europe-Action, le REL professe également un nationalisme européen préfigurant celui qui sera développé ultérieurement par le GRECE.